# 哈伊-蘇霍迪利斯基
50°1′41″N 25°8′54″E / 50.02806°N 25.14833°E
哈伊-蘇霍迪利斯基（羅馬化：Hai-Sukhodilskyi）是烏克蘭西部的村莊，隸屬利維夫州的佐洛奇夫區。該村面積173.33平方公里，海拔高度258米，2001年人口52，人口密度每平方公里173.33人。